# Pediobius balyanae
Pediobius balyanae  (лат.) — вид паразитических наездников рода Pediobius из семейства  Eulophidae (Chalcidoidea) отряда перепончатокрылые насекомые. Мадагаскар. Переднеспинка с шейкой, отграниченной килем (поперечным гребнем). Щит среднеспинки с развитыми изогнутыми парапсидальными бороздками. Ассоциированы с жуками-листоедами рода Balyana (Chrysomelidae, паразиты личинок) и кокосовой пальмой (Cocos nucifera, Arecaceae).